# Fortuna Odense Volley 2016-2017 (femminile)
Questa voce raccoglie le informazioni riguardanti il Fortuna Odense Volley nelle competizioni ufficiali della stagione 2016-2017.

## Organigramma societario
Area direttiva
- Presidente: Lars Hauge

Area tecnica
- Allenatore: Kristen Karlik

## Rosa
| N° | Nome                 | Ruolo | Data di nascita  | Nazionalità sportiva |
| -- | -------------------- | ----- | ---------------- | -------------------- |
| 1  | Christina Michaelsen | S     | 9 settembre 1997 | Danimarca            |
| 2  | Tereza Kerpčarová    | S     | 30 aprile 1994   | Slovacchia           |
| 3  | Amalie Jørgensen     | C     | 4 luglio 2000    | Danimarca            |
| 4  | Emma Johansen        | P     | 17 luglio 1995   | Danimarca            |
| 5  | Mie Møller           | C     | 10 ottobre 1990  | Danimarca            |
| 6  | Jonna Sørensen       | S     | 6 febbraio 1998  | Danimarca            |
| 7  | Astrid Mellmølle     | S     | 26 agosto 2000   | Danimarca            |
| 8  | Berglind Jónsdóttir  | P     | 9 novembre 1995  | Islanda              |
| 9  | Petra Bellová        | L     | 14 agosto 1995   | Slovacchia           |
| 10 | Victoria Monrad-Øre  | L     | 2 dicembre 1996  | Danimarca            |
| 11 | Lea Poulsen          | C     | 20 aprile 1986   | Danimarca            |
| 12 | Mette Breuning       | C     | 10 luglio 1996   | Danimarca            |
| 13 | Laura Jensen         | S     | 12 febbraio 1995 | Danimarca            |
| 18 | Sofie Jensen         | C     | 7 agosto 1999    | Danimarca            |